# Carlos Alomar
Carlos Alomar (n. 7 de mayo de 1951 en Ponce, Puerto Rico) es un músico, guitarrista, compositor y arreglista musical puertorriqueño-estadounidense, muy conocido por su trabajo con David Bowie, de quien fue el músico con mayor presencia en sus álbumes. También conocido por haber producido el álbum Doble Vida de la banda Soda Stereo y haber sido productor y guitarra principal en el álbum Lust For Life de Iggy Pop. Álbum que se le considera uno de los más relevantes en la historia del rock y uno de los mejores.

## Biografía
Hijo de un pastor de la iglesia Pentecostal, Alomar se radicó en Nueva York cuando era un niño. Aprendió solo a tocar guitarra a los diez años y comenzó a actuar profesionalmente a los dieciséis.
En los años 1960 actuó en el Teatro Apollo (Apollo Theater), integrando eventualmente la House Band, apoyando a Chuck Berry y otros músicos soul de primera línea. A finales de esa década integró la banda de apoyo de James Brown durante ocho meses. En 1969 formó un grupo llamado Listen My Brother con el cantante Luther Vandross, Fonzi Thornton (que luego integraría los grupos Chic y Roxy Music) y Robin Clark (Clark y Alomar más tarde se casarían y tendrían una hija).
Simultáneamente Alomar se desempeñaba como músico de sesión para RCA y también como apoyo de otros músicos, entre ellos Ben E. King ("Supernatural Thing", 1975) y Joe Simon ("Drowning in the Sea of Love"). También conoció al baterista Dennis Davis mientras ambos tocaban con el músico de jazz Roy Ayers. Posteriormente realizó una gira con Main Ingredient.

## Trabajo con David Bowie
Alomar conoció a David Bowie en 1974, durante las grabaciones que la cantante Lulu hizo de "Can You Hear Me?", la conocida canción de Bowie. Bowie le propuso a Alomar integrarse a su banda en la gira Diamond Dogs, pero las negociaciones con su representante se estancaron y permaneció con The Main Ingredient. A mediados de 1974 Bowie grabó con Alomar una serie de canciones para su nuevo álbum en los Estudios Sigma Sound, quien a su vez llevó a los músicos Vandross, Clark, Davis, y el bajista Emir Kassan. La mayor parte del material que integra el álbum Young Americans fue grabado en estas sesiones. Alomar entonces se unió a la banda de Bowie para la segunda etapa de su gira. 
En enero de 1975 Bowie y John Lennon grabaron "Across the Universe" en los Estudios Electric Lady, sesiones de las cuales surgió la canción "Fame" (Fama), que evolucionó de un riff de guitarra que Alomar creó para la canción "Footstompin’" durante la gira. Con créditos compartidos entre Bowie, Alomar y Lennon "Fame" (Fama) le dio a Bowie su primer N.º 1 en Estados Unidos.
A partir de entonces se inició un extenso período de colaboración entre ambos músicos en el cual Alomar dirigió la sección rítmica de Alomar/Dennis Davis/George Murray, con una variedad de primeros guitarristas como Earl Slick, Stacey Heydon, Robert Fripp, Adrian Belew, etc. 
Alomar participó en el siguiente álbum de Bowie, Station To Station (1976), diseñando los riffs clásicos que abren las canciones "Golden Years" y "Stay", y participó de la gira posterior como director musical. En esta época Alomar, Bowie e Iggy Pop escribieron la canción "Sister Midnight", interpretada originalmente por Bowie en la gira de 1976, y luego por Bowie e Iggy como track inicial en el álbum de este último, The Idiot (1977). Luego la canción fue reescrita por Bowie como "Red Money" para su álbum Lodger (1979). 
Alomar participó también en la denominada "Trilogía Berlin" (Low, Heroes y Lodger) de 1977. También coescribió el tema "The Secret Life of Arabia" en el álbum Heroes y la canción "DJ" para el álbum Lodger, con Bowie y Brian Eno. En "Boys Keep Swinging" (Lodger) Alomar cambió instrumentos con Dennis Davis y tocó la batería. En 1977, tocó la guitarra en el álbum de Iggy Pop Lust for Life y en 1978 acompañó a Bowie en la gira en la que se grabó el álbum Stage. 
El álbum Scary Monsters (and Super Creeps) (1980) fue la última vez que Alomar tocó con George Murray y Dennis Davis en un álbum de David Bowie. Alomar volvería a reunirse con Bowie como guitarra rítmica y director musical la gira mundial de 1983 y en 1984 para el álbum Tonight, donde coescribió el track de cierre "Dancing With the Big Boys" con Bowie e Iggy Pop. En 1987 tocó en el álbum Never Let Me Down, en el cual compuso junto con Bowie el tema "Never Let Me Down". Alomar también fue el director musical y guitarra rítmica del teatral espectáculo de Bowie en la gira Glass Spider de 1987, muy cuestionado por la crítica, hecho que puso fin a su asociación. Recién volverían a tocar juntos a comienzos de 1995 para el álbum Outside de Bowie. 
En 1988 Alomar grabó su primer álbum como solista, Dream Generator. También trabajó con Soda Stereo produciendo el álbum Doble Vida. Tras esa experiencia, y años más adelante, Alomar integró la gira de Bowie de 1995/1996, pero no la disfrutó ya que encontró a Bowie inaccesible. Con posterioridad tocó guitarra en algunos otros temas de Bowie como "Everyone Says Hi" (Heathen, 2002) y "Fly" (bonus track de Reality, 2003).

## Luego de Bowie
Alomar ha tocado con muchos músicos famosos entre ellos Paul McCartney, Mick Jagger, Iggy Pop y Soda Stereo. En total ha obtenido 32 discos de oro y de platino. Actualmente es director de Boombacker Records. Es presidente de la seccional Nueva York de la Academia de Grabadoras (Records Academy), la organización responsable de los Premios Grammy. En 2005, Alomar se integró al personal docente del Instituto Stevens de Tecnología (Stevens Institute of Technology) en Hoboken, Nueva Jersey.
Alomar colaboró con Scissor Sisters en su segundo álbum Ta-Dah, y en uno de esos tracks, "Transistor" cantan su esposa Robin y su hija Lea. Alomar vive en Weehawken, New Jersey.

## Discografía selecta

### Con David Bowie
- Young Americans (1975)
- Station to Station (1976)
- Low (1977)
- Heroes (1977)
- Stage (1978)
- Lodger (1979)
- Scary Monsters (and Super Creeps) (1980)
- Let's dance (1983)
- Tonight (1984)
- Never Let Me Down (1987)
- Outside (1995)
- Heathen (2002)

### Con Iggy Pop
- The Idiot (1977)
- Lust for Life (1977)

### Con Paul McCartney
- Press to Play (1986)

### Con Mick Jagger
- She's The Boss (1985)

### Con Soda Stereo
- Doble Vida (1988)

### Solista
- Dream Generator (1988)

### Con El Manjar de los Dioses
- Aromas (2003)

## Videos
- David Bowie: Serious Moonlight
- David Bowie: Glass Spider
- David Bowie: Fashion
- Iggy Pop: Live San Fran 1981